# Notoscopelus japonicus
Notoscopelus japonicus är en fiskart som först beskrevs av Tanaka, 1908.  Notoscopelus japonicus ingår i släktet Notoscopelus och familjen prickfiskar. Inga underarter finns listade i Catalogue of Life.